# Гермашевский, Мирослав
Миро́слав Гермаше́вский (пол. Mirosław Hermaszewski; польский: [ˈmirɔswaf ˈxɛrmaʂɛfski] (слушать)о файле; 5 сентября 1941, Липники, Ровенская область — 12 декабря 2022, Варшава) — первый польский космонавт. Герой Советского Союза (1978). Бригадный генерал.

## Биография

### Ранние годы
Родился 15 сентября 1941 года, седьмой ребёнок в семье землевладельца и унтер-офицера польской армии Романа Гермашевского и его жены Камилы (урождённой Белявской) в польском селе Липники на Волыни, на тот момент относившемся к оккупированной нацистской Германией Ровенской области. Место, где находилось село, расположено между деревнями Зорное и Белка Ровненского района Ровненской области Украины.
Во время Второй мировой войны отец был одним из руководителей польской самообороны села. В марте 1943 года подразделения УПА под руководством Ивана Литвинчука и погромщики из соседних украинских сёл сожгли село и убили 179—182 жителей, в том числе нескольких членов семьи будущего космонавта. Во время нападения его дед был заколот семью ударами штыка в грудь. Мать потеряла полуторагодовалого Мирослава в снегу: утром его нашли отец со старшим братом и поначалу посчитали уже замёрзшим.
В августе 1943 года отец был застрелен соседом, украинским националистом, и умер в Березне от раны лёгкого. Всего во время Волынской резни погибло 19 членов семьи Гермашевских. Воспоминания об этом оставил старший брат космонавта, генерал авиации Владислав Гермашевский, также участвовавший в самообороне уничтоженного села.
Потеряв дом, оставшиеся в живых члены семьи часто переезжали, пока в рамках переселения поляков с Восточных кресов в июне 1945 годе не были вывезены в Волув в Нижней Силезии. Там Мирослав окончил школу им. Николая Коперника.
В 1956 году вступил в Союз польской молодёжи. С 1960 году учился в аэроклубе во Вроцлаве, прошёл начальную военно-авиационную подготовку, курсы планеризма и планерной акробатики, начал осваивать пилотирование самолётов CSS-13.

### Военная служба
13 ноября 1961 года поступил в Военно-воздушную академию в Демблине. Учился на самолётах PZL TS-8 Bies, затем освоил МиГ-15, став летчиком-истребителем 3 класса.
С 1962 года — член Польской объединённой рабочей партии.
После окончания академии 22 марта 1964 года начал служить в 62-м полку истребительной авиации войск ПВО им. Великопольских повстанцев 1918—1919 годов в Познани. Там стал летчиком 1 класса и прошёл переподготовку на сверхзвуковых истребителях МиГ-21.
В 1968 году был направлен для дальнейшего обучения в Академию генерального штаба, которую с отличием окончил в 1971 году. С 1964 по 1978 год служил в войсках ПВО, командовал эскадрильей 28-го полка истребительной авиации в Редзикове, был заместителем командира
34-го полка истребительной авиации в Гдыне и командиром 11-го полка истребительной авиации им. Нижнесилезских поселенцев во Вроцлаве.

### В космонавтике
С 1976 года — в Центре подготовки космонавтов им. Ю. А. Гагарина.
Совершил полёт в качестве космонавта-исследователя на космическом корабле «Союз-30» и орбитальной станции «Салют-6» (27 июня — 5 июля 1978 года); продолжительность полёта 7 суток 22 часа 2 минуты 59 секунд.
В ходе полета выполнил ряд экспериментов, прежде всего медико-биологического характера, подготовленных как польскими научными учреждениями (Центром космических исследований и Институтом физики Польской академии наук, Военным институтом авиационной медицины и Институтом геодезии и картографии), так и в ходе международного сотрудничества.
Было доказано повышение эффективности кристаллизации полупроводников в состоянии невесомости (эксперимент Syrena), изучены изменения восприятия вкуса в условиях космического полета (эксперимент Smak), проведен поиск эффективных подходов к восстановлению сил космонавтов (эксперимент Relaks), изучено изменение пульса в разных фазах полета для разработки методов профилактики сердечно-сосудистых осложнений во время долгого нахождения в космосе (эксперимент Kardiolider).
Также ученые оценивали общее изменение физиологических параметров до и после полета (эксперимент Zdrowie), психологические аспекты адаптации экипажа (эксперимент Test) теплообмен между организмом и окружающей средой в условиях микрогравитации (эксперимент Ciepło) и обмен кислорода в тканях (эксперимент Tlen).
Были выполнены наблюдения и фотосъемка северного сияния с орбиты (эксперимент Zorza), сделаны снимки Польши на камеру МКФ-6М (эксперимент Ziemia), проведены испытания комбинезона, улучшающего кровообращение космонавтов (эксперимент Czajka).
После полета Гермашевский написал предисловие к книге «Космическая медицина и психология».

### Военное положение
С 1979 года — член Комитета космических и спутниковых исследований Польской академии наук.
В 1981 году, после введения в Польше военного положения, входил в состав Военного совета национального спасения (впоследствии Гермашевский утверждал, что не давал согласия на это, но выполнил приказ командования).

«В штабе генерал сказал мне, — рассказывает Мирослав Гермашевский, — что я должен сидеть дома и ждать приказов. Я включил радио и услышал, что являюсь членом Военного совета национального спасения»… Он узнал, что должен заниматься молодёжными и детскими вопросами. Генералы шутили: ответственный за раздачу молока детям. В 1982 вскоре после Нового года услышал от Сивицкого: возвращайтесь в академию, вы здесь не нужны. Он вернулся в Москву.

В 1982 году окончил Военную академию Генерального штаба имени К. Е. Ворошилова в Москве. В том же году был назначен начальником польского лётного училища «Школа орлят». Затем был заместителем начальника Главного политического управления польской армии и служил в этой должности до 1988 года, когда политические органы в польской армии были упразднены.
9 мая 1987 года, находясь в воздухе на самолёте PZL TS-11 Iskra, стал свидетелем авиакатастрофы самолёта Ил-62 рейса Варшава — Нью-Йорк, упавшего в Кабацком лесу из-за отказа двигателей.
В 1983—1989 годах — председатель Польской ассоциации астронавтики.
С 1988 по 1991 год возглавлял Высшую офицерскую лётную школу в Демблине, в 1991—1992 годах был заместителем командующего ВВС и ПВО Польши, затем до 1995 года — начальником по безопасности полетов ВВС и ВПО Польши, затем инспектором по вопросам ВВС Генерального штаба Польши.
В 1998—2000 годах — председатель польского Совета авиации. Член исполнительного комитета Всемирной ассоциации космонавтов. Основатель и активный член Международной ассоциации участников космических полетов.

## В отставке
С 2000 года — бригадный генерал в отставке. На общественных началах занимался популяризацией космонавтики.
В 2001 году выдвигался на выборах в Сейм по списку коалиции Союз демократических левых сил — Уния труда, получив 32,46 % голосов в одномандатном округе, в 2005 году — также от СДЛС (не избран). В 2002—2006 годах представлял партию в сейме Мазовецкого воеводства, выиграв выборы по округу.
5 октября 2005 года совершил прощальный полёт на истребителе МиГ-29УБ. За годы службы провёл за штурвалом 2047 часов 47 минут, совершил 3473 взлётов и посадок, 10 тренировочных прыжков с парашютом.
Написал книгу воспоминаний «Тяжесть невесомости: рассказ летчика-космонавта».
Умер 12 декабря 2022 года в Варшаве от послеоперационных осложнений, похоронен с государственными почестями на Воинском кладбище в Повонзках.

## Семья
В 1966 году женился на Эмилии Лазар (род. 1947). Сын Мирослав Роман (род. 1966) — выпускник Высшей офицерской школы Военно-воздушных сил ПНР, летчик, офицер запаса. Дочь Эмилия (род. 1974) — супруга политика, депутата Европейского парламента Рышарда Чарнецкого.

## Послужной список
- майор — 6 января 1975 года
- подполковник — 22 июля 1978 года
- полковник — июль 1982 года
- бригадный генерал — 15 сентября 1988 года

## Награды

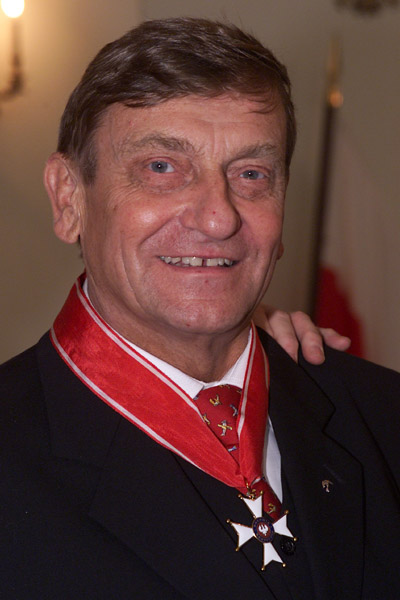
Гермашевский с командорским крестом Ордена Возрождения Польши

Почетный гражданин Радома (1978), Фромборка (1983), Волува (2011) и Серадза.
Ордена
- Герой Советского Союза (№ 11301, Указ Президиума Верховного Совета СССР от 5 июля 1978 года).
- Орден Ленина (5 июля 1978 года)
- Орден «Крест Грюнвальда» первой степени (1978)
- Командор ордена «Возрождения Польши» (17 июня 2003 года)
- Золотой Крест Заслуги
- Орден Шарнхорста (ГДР)
- Орден Улыбки (1986)

Медали
- Медаль «40 лет Народной Польше» (1984)
- Медаль «За заслуги в обеспечении обороноспособности страны» (все степени)
- Медаль «Вооружённые силы на службе Родине» (все степени)
- Золотой Крест Яна Красицкого Союза социалистической молодежи ПНР (1978)
- Крест «За заслуги перед Союзом польского харцерства»[пол.]
- Золотая медаль «Заслуги в укреплении дружбы между ПНР и СССР[пол.]
- Медаль «За укрепление боевого содружества» (СССР) (СССР)
- Золотая медаль «Братство по оружию» (ГДР)
- Медаль «За заслуги в освоении космоса» (Россия, 12 апреля 2011 года) за большой вклад в развитие международного сотрудничества в области пилотируемой космонавтики[12].
- Медаль в память 40-й годовщины освобождения ЧССР»[чеш.] (Чехословакия)
- Медаль в память 20-летия Революционных вооружённых сил (Куба)
- Медаль им. Николая Коперника Польской академии наук.

Звания
- Знак военного летчика
- Знак «Военный пилот — мастер»
- Знак «Парашютист военно-воздушных сил»
- Знак «Знак к почетному званию «Заслуженный военный летчик»[пол.]»
- Знак к почетному званию «Лётчик-космонавт Польской Народной Республии»[пол.] (1978)
- Запись в Почетной книге солдатских подвигов[пол.] (1978)
- Почетный знак «За заслуги перед Нижнесилезским воеводством»[пол.] (2013)

## Память
- В Витебске установлен памятник экипажу полета Союз-30 в виде бюстов П. И. Климука и Мирослава Гермашевского[13].

- В 1978 году была выпущена памятная монета номиналом 20 злотых[пол.] «Первый поляк в космосе»[14].

- 27 июня 1978 года Poczta Polska выпустила марку номиналом 1,50 злотых и почтовый блок «Мирослав Гермашевский — первый поляк в космосе».

- Известная польская эстрадная певица Анна Герман в 1978 году записала песню «W wielkiej kosmicznej rodzinie» (композитор — Артур Жальский, автор текста — Януш Лясковский), посвящённую полёту Гермашевского.[источник не указан 857 дней]

### Фильмы
- Wita was Polska (1978)
- Mirosław Hermaszewski (1978)
- Ciężar nieważkości (1997)

С участием Мирослава Гермашевского:
- Droga w kosmos (1979)
- Polak w kosmosie (1979)
- Lotnik kosmonauta (1980)
- Kosmiczna przyjaźń (1980)
- Die Fliegerkosmonauten (2007)